# Luna di fronte
Luna di fronte è una raccolta di poesie scritte da Jorge Luis Borges nel 1925.

## Edizioni in italiano
- Jorge Luis Borges; Tutte le opere 1,  a cura di Domenico Porzio, A. Mondadori, Milano 1985; ivi, 2005